# 다이유잔역
다이유잔역(일본어: 大雄山駅)은 일본 가나가와현 미나미아시가라시에 있는 이즈하코네 철도 다이유잔 선의 역이다.

## 역 구조
섬식 승강장 1면 2선의 구조로 측선 및 차고를 가진 지상역이다.
승강장은 남쪽이 1번, 북쪽이 2번 선이다. 차고는 구내 북쪽에 위치하고 역사의 남동쪽에는 다이유잔 선 운전구의 2층 건물이 놓여 있다.
역사는 1층에 있고, 역 내부에는 대합실과 역무실이 있다. 대합실 내부에는 매점이 있고 자동 매표기 2대와 함께 자동 개찰기가 3통로 만큼 설치되어 있다. 사원이 배치된 직영역이다.
야간 체박이 설정되어 있다.

### 승강장
| 1・2 | ■ 다이유잔 선 | 오다와라 방면 |

## 역 주변
주변은 미나미아시가라 시의 중심부이다. 슈퍼 마켓, 은행, 상점, 학원 등의 빌딩들이 즐비한 다이유잔 선 연선에서는 오다와라 역 주변에 이어 활기가 있는 곳이다. 역명의 유래가 된 다이유잔사이조지는 역전에서 버스를 이용한다. 섣달 그믐날부터 설날의 기간에는 다이유잔 선 노선 버스도 철야 운전을 실시한다.
- 베르미(역전 복합 시설・오다와라 백화점 다이유잔점・비즈니스 호텔)
- 마쓰다 경찰서 다이유잔 역전 파출소
- 미나미아시가라 시청
- 미나미아시가라 시 문화회관
- 미나미아시가라 시립 미나미아시가라 초등학교
- 미나미아시가라 시립 미나미아시가라 중학교
- 미나미아시가라 시립 아시가라다이 중학교
- 가나가와 현립 아시가라 고등학교
- 하코네 등산버스 세키모토 영업소(역 옆, 창구 있음)
- 미나미아시가라 시 보건 의료 복지 센터

## 역사
- 1925년 10월 15일: 영업 개시, 개통 당초에는 다이유잔 철도의 역이었음.
- 1941년 8월 23일: 합병으로 슨즈 철도(현재의 이즈하코네 철도)의 역이 됨.
- 1996년 7월: 역전 재개발 사업 완성.
- 1998년: "간토의 역 백선"에 선정됨.
- 2003년 3월: PASMO 도입을 위해 다이유잔 선에서 처음으로 자동 개찰기를 도입함.
- 2004년: 자동 매표기 갱신.
- 2007년 3월 18일: PASMO 도입.
- 2015년 3월 1일: 발차 멜로디가 동요 "킨타로"로 변경됨.

## 사진

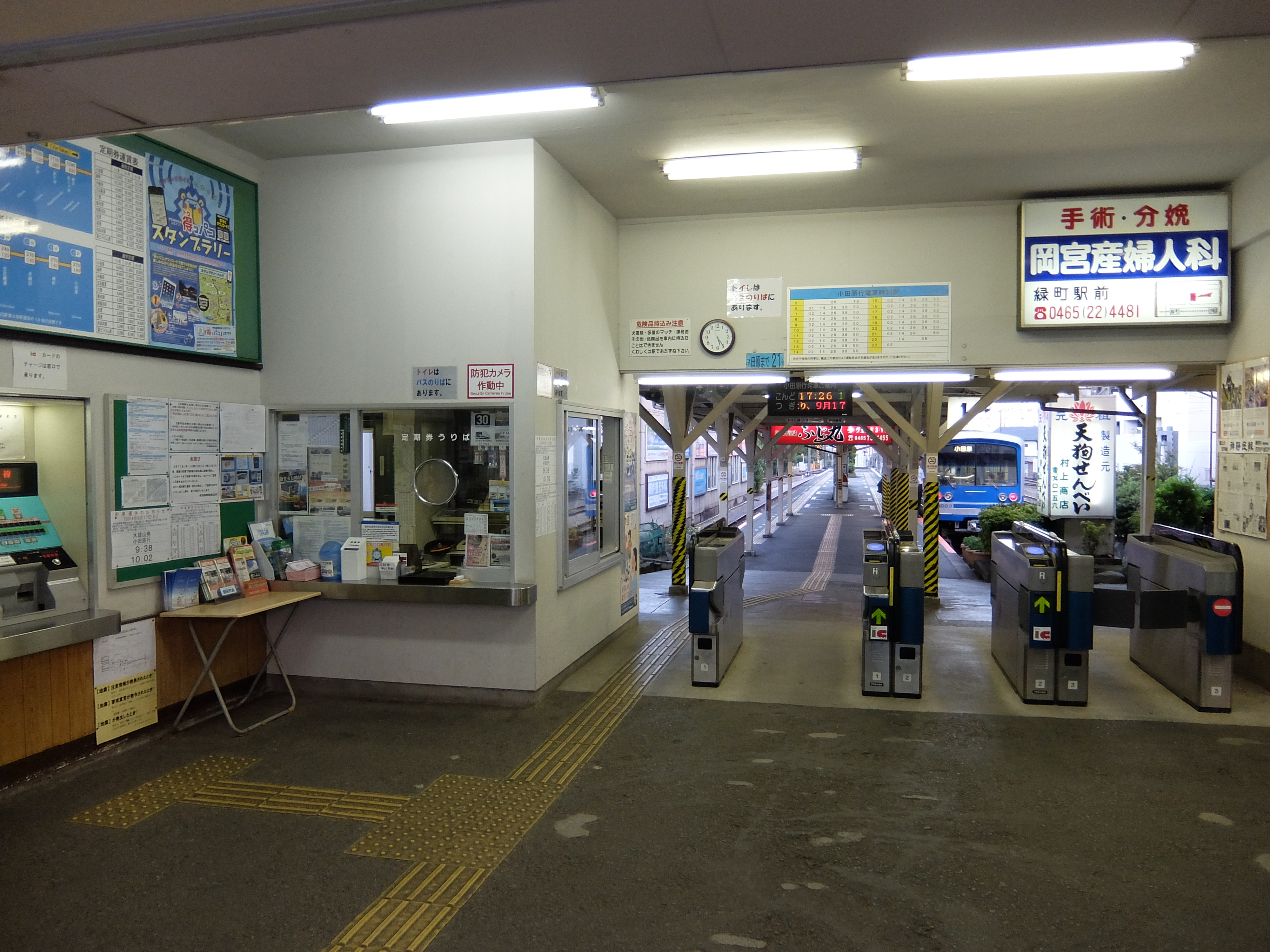
개찰구
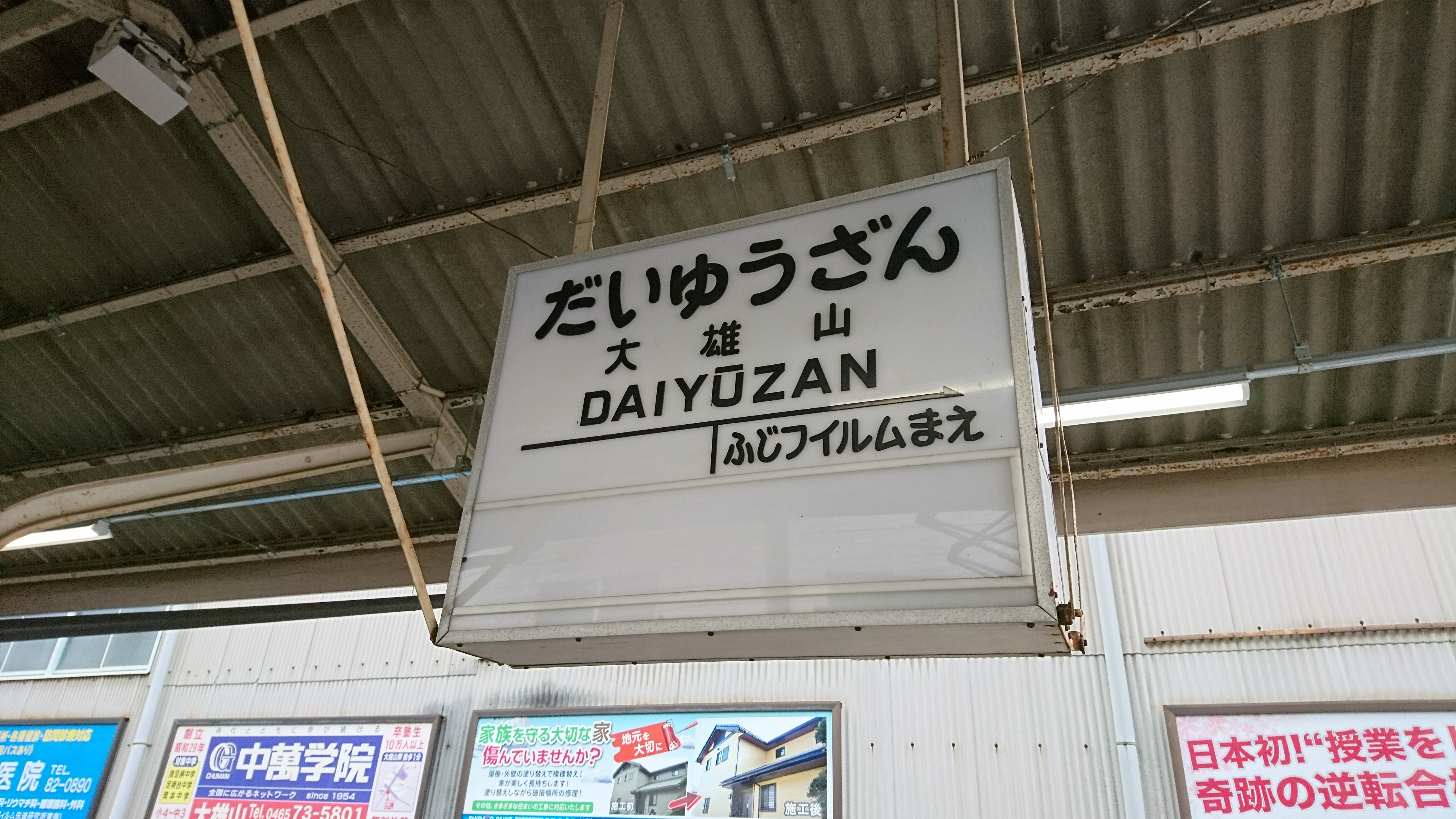
역명판

## 인접역
| 이즈하코네 철도 ■ 다이유잔 선     | 이즈하코네 철도 ■ 다이유잔 선 | 이즈하코네 철도 ■ 다이유잔 선 |
| --------------------------------- | ----------------------------- | ----------------------------- |
| ID11 후지 필름 마에 오다와라 방면 |                               | 시·종착역                     |